# Bill Sage
William Sage III (Nueva York, 3 de abril de 1962), más conocido como Bill Sage, es un actor estadounidense. Es conocido por sus colaboraciones con el director Hal Hartley. Sage ha aparecido en más de 90 películas, entre las que se destacan American Psycho (2000), We Are What We Are (2013), Every Secret Thing (2014) y Wrong Turn (2021).

## Biografía

### Primeros años de vida
Bill Sage nació y creció en la ciudad de Nueva York y se graduó de la Universidad Estatal de Nueva York en Purchase. Durante su infancia, Sage fue víctima de abuso sexual infantil, una experiencia que más tarde influiría en su actuación en Mysterious Skin. 

### Carrera
Debutó su carrera en 1989 con la comedia dramática The Unbelievable Truth, escrita y dirigida por Hal Hartley. Posteriormente, Sage apareció en varias películas de Hartley, como Trust (1990), Simple Men (1992) y Flirt (1995), además de otras películas independientes. Interpretó a Tom Baker en el drama biográfico de 1996, Yo disparé a Andy Warhol, dirigido por Mary Harron, y posteriormente apareció en su película de terror psicológico American Psycho (2000). Recibió dos nominaciones al Fangoria Chainsaw Awards por sus actuaciones en las películas de terror We Are What We Are (2013) y Wrong Turn (2021).
En televisión, Sage ha aparecido en Sex and the City, Melrose Place, CSI: Crime Scene Investigation, Third Watch, NCIS, Law & Order: Special Victims Unit, Law & Order: Criminal Intent, Person of Interest, Orange Is the New Black y The Good Fight. También tuvo papeles recurrentes en Nurse Jackie (2010-2011), Boardwalk Empire (2011) y Power (2017-2018). Sage también protagonizó la primera temporada de la serie dramática de SundanceTV Hap and Leonard.

## Filmografía

### Cine
| Año  | Título                                          | Rol                       | Notas                  |
| ---- | ----------------------------------------------- | ------------------------- | ---------------------- |
| 1989 | The Unbelievable Truth                          | Gus                       |                        |
| 1989 | Sidewalk Stories                                | Hombre en carruaje        |                        |
| 1990 | Trust                                           | John Bill                 |                        |
| 1991 | Theory of Achievement                           | -                         |                        |
| 1992 | Ambition                                        | -                         |                        |
| 1992 | Laws of Gravity                                 | Guy's Pal                 |                        |
| 1992 | Simple Men                                      | Dennis McCabe             |                        |
| 1993 | Rift                                            | Tom                       |                        |
| 1994 | Babylon: la paura è la migliore amica dell'uomo | Charles Forrester         |                        |
| 1994 | A Counter Fancy                                 | Thermos Man               |                        |
| 1995 | The Perez Family                                | Steve Steverino           |                        |
| 1995 | Affair Play                                     | Mickey Davis              |                        |
| 1995 | Flirt                                           | Bill                      |                        |
| 1995 | Two Plus One                                    | Mark                      |                        |
| 1996 | Yo disparé a Andy Warhol                        | Tom Baker                 |                        |
| 1996 | If Lucy Fell                                    | Dick                      |                        |
| 1996 | Boys                                            | Oficial Bill Martone      |                        |
| 1997 | Jagd nach CM 24                                 | Jacob Hofstetter          | Película de televisión |
| 1997 | Cost of Living                                  | Converse                  |                        |
| 1998 | Too Tired to Die                                | White Soldier             |                        |
| 1998 | High Art                                        | Arnie                     |                        |
| 1998 | Chainsmoker                                     | Office Yuppie             |                        |
| 1998 | Somewhere in the City                           | Justin                    |                        |
| 1998 | Remembering Sex                                 | Matt Devlin               | Película de televisión |
| 1999 | Roberta                                         | Philip                    |                        |
| 1999 | The Insider                                     | Intense Young Intern      |                        |
| 2000 | American Psycho                                 | David Van Patten          |                        |
| 2000 | Urbania                                         | Chuck                     |                        |
| 2000 | Double Parked                                   | Karl Severson             |                        |
| 2000 | Boiler Room                                     | Agente del FBI David Drew |                        |
| 2001 | Mourning Glory                                  | Micahel Fanelli           |                        |
| 2001 | No Such Thing                                   | Carlo                     |                        |
| 2001 | Stray Dogs                                      | Myers Carter              |                        |
| 2001 | Glitter                                         | El padre de Billie        |                        |
| 2001 | On the Borderline                               | Dean                      |                        |
| 2001 | Grownups                                        | Chuck                     |                        |
| 2001 | The Atlantis Conspiracy                         | Jon                       | Película de televisión |
| 2002 | Desert Saints                                   | Agente del FBI Davis      |                        |
| 2002 | Evenhand                                        | Oficial Ted Morning       |                        |
| 2002 | For Earth Below                                 | Phillip                   |                        |
| 2003 | The Maldonado Miracle                           | Lyle                      | Película de televisión |
| 2003 | Sin                                             | El detective Cal Brody    |                        |
| 2004 | Mysterious Skin                                 | Entrenador                |                        |
| 2005 | The Girl from Monday                            | Jack Bell                 |                        |
| 2005 | Shooting Vegetarians                            | Prosecutor                |                        |
| 2006 | Heavens Fall                                    | Thomas Knight Jr.         |                        |
| 2006 | The Handyman                                    | Caleb Tucker              |                        |
| 2007 | If I Didn't Care                                | Davis Myers               |                        |
| 2007 | One Night                                       | Larry                     |                        |
| 2008 | Tennessee                                       | Roy                       |                        |
| 2008 | The New Twenty                                  | Robert Cameron            |                        |
| 2009 | Precious                                        | Mr. Wicher                |                        |
| 2009 | Handsome Harry                                  | Pauly                     |                        |
| 2009 | Off Season                                      | Hombre                    |                        |
| 2009 | Stanley                                         | Stanley                   |                        |
| 2010 | The Scientist                                   | Dr. Marcus Ryan           |                        |
| 2010 | Boy Wonder                                      | Terry Donovan             |                        |
| 2011 | The Green                                       | Leo                       |                        |
| 2011 | Sweet Little Lies                               | Roach                     |                        |
| 2012 | Electrick Children                              | Tim                       |                        |
| 2012 | Surviving Family                                | Jerry Malone              |                        |
| 2012 | Bad Parents                                     | Dan                       |                        |
| 2013 | We Are What We Are                              | Frank Parker              |                        |
| 2013 | Blumenthal                                      | Entrevistador             |                        |
| 2014 | Cold in July                                    | Locutor de béisbol (voz)  |                        |
| 2014 | Born to Race: Fast Track                        | Frank                     | Video                  |
| 2014 | Every Secret Thing                              | Dave Fuller               |                        |
| 2014 | Ascent to Hell                                  | Mr. Browning              |                        |
| 2014 | Shockwave, Darkside                             | Dalton                    |                        |
| 2014 | Ned Rifle                                       | Bud                       |                        |
| 2014 | Then There Was                                  | Frank                     |                        |
| 2015 | The Boy                                         | Sheriff Deacon Whit       |                        |
| 2015 | Fan Girl                                        | Mike Bovary               | Película de televisión |
| 2015 | The Taking of Ezra Bodine                       | Dean                      |                        |
| 2015 | The Preppie Connection                          | Mike Hammel               |                        |
| 2015 | The Sphere and the Labyrinth                    | Andrew                    |                        |
| 2016 | AWOL                                            | Roy                       |                        |
| 2016 | Fender Bender                                   | El conductor              |                        |
| 2016 | Delinquent                                      | Rich                      |                        |
| 2016 | The Archer                                      | Bob Patrice               |                        |
| 2016 | Welcome to Willits                              | Brock                     |                        |
| 2016 | Raw                                             | Ritchie                   |                        |
| 2017 | All Summers End                                 | Mr. Turner                |                        |
| 2017 | The Price                                       | John Kocher               |                        |
| 2018 | After Everything                                | Paul                      |                        |
| 2018 | The Big Take                                    | Jack Girardi              |                        |
| 2019 | The Wave                                        | Jonas                     |                        |
| 2020 | The Dinner Party                                | Carmine                   |                        |
| 2020 | The Pale Door                                   | Dodd                      |                        |
| 2020 | The Catch                                       | Tom McManus               |                        |
| 2021 | Wrong Turn                                      | Venable                   |                        |
| 2021 | Payback                                         | Randy                     |                        |
| 2021 | April Showers                                   | Hombre                    |                        |
| 2022 | Edward                                          | Edward Williams           |                        |
| 2023 | The Unheard                                     | Papá                      |                        |
| 2023 | Hayseed                                         | Leo Hobbins               |                        |

### Televisión
| Año       | Título                            | Rol                    | Notas                                      |
| --------- | --------------------------------- | ---------------------- | ------------------------------------------ |
| 1998      | Sex and the City                  | Kurt Harrington        | Episodio: «Sex and the City»               |
| 2000      | The Street                        | -                      | Episodio: «The Ultimatum»                  |
| 2002      | CSI: Crime Scene Investigation    | Frank McBride          | Episodio: «The Hunger Artist»              |
| 2003      | The Handler                       | Roger DuGay            | Episodio: «Hardcore»                       |
| 2004      | Third Watch                       | Orland                 | Elenco invitado: Temporada 5-6             |
| 2004      | Law & Order: Criminal Intent      | Oficial Tommy Callahan | Episodio: «Consumed»                       |
| 2005      | CSI: Miami                        | Brad Manning           | Episodio: «Recoil»                         |
| 2006      | Numbers                           | Scott Winnard          | Episodio: «Mind Games»                     |
| 2008      | Cashmere Mafia                    | Bobby Walsh            | Elenco recurrente                          |
| 2008      | NCIS                              | Reed Talbot            | Episodio: «Capitol Offense»                |
| 2009      | Law & Order                       | Kevin Morton           | Episodio: «Dignity»                        |
| 2010      | Law & Order: Criminal Intent      | Forrest Caruso         | Episodio: «Traffic»                        |
| 2010-2011 | Nurse Jackie                      | Bill                   | Elenco recurrente: Temporada 2-3           |
| 2011      | Boardwalk Empire                  | Solomon Bishop         | Elenco recurrente: Temporada 2             |
| 2012      | Person of Interest                | Reddy                  | Episodio: «The Contingency»                |
| 2013      | White Collar                      | Andrew Dawson          | Elenco recurrente: Temporada 5             |
| 2014      | Law & Order: Special Victims Unit | Bobby Masconi          | Episodio: «Jersey Breakdown»               |
| 2014      | Elementary                        | Jake Picardo           | Episodio: «Corpse de Ballet»               |
| 2016      | Hap and Leonard                   | Howard                 | Reparto principal: Temporada 1             |
| 2017      | Orange Is the New Black           | Gobernador Hutchinson  | Elenco recurrente: Temporada 5             |
| 2017-2018 | Power                             | Sammy                  | Elenco recurrente: Temporada 4-5           |
| 2019      | Reprisal                          | Jukes                  | Elenco recurrente                          |
| 2020      | You Must Remember This            | Larry McMurtry (voz)   | Elenco recurrente                          |
| 2021      | Magnum P.I.                       | Elliot Hamler          | Episodio: «The Big Payback»                |
| 2021      | The Good Fight                    | Joey Battle            | Episodio: «And the Fight Had a Détente...» |
| 2022      | Bull                              | Thomas Krenell         | Episodio: «Family Matters»                 |